# コルレーン男爵
コルレーン男爵（コルレーンだんしゃく、英: Baron Coleraine）は、イギリスの貴族爵位。アイルランド貴族で2度、連合王国貴族で1度創設され、連合王国貴族における創設が存続している。

## 歴史
イングランド王国の廷臣ヒュー・ヘア(1605/1606–1667)は、1625年8月31日にアイルランド貴族であるコルレーンのコルレーン男爵（Baron Coleraine of Coleraine）に叙された。その曽孫にあたる3代男爵ヘンリー・ヘア(1694–1749)は好古家であり、ロンドン考古協会フェロー、王立協会フェローに選出されたほか、フリーメイソンの一員としてイングランド首位グランドロッジのグランドマスターを務めたが、妻アン(1699–1754)とは結婚から3年もしないうちに別居し、嫡子をもうけなかった。その結果、爵位の継承者がおらず、1749年に3代男爵が死去すると爵位は廃絶した。
3代男爵の死後、その遺産はアンが相続し、アンの死後は従兄にあたるグレートブリテン庶民院議員ガブリエル・ハンガー(1697–1773)が相続した。ガブリエルは1762年2月26日、アイルランド貴族であるロンドンデリー県コルレーンのコルレーン男爵（Baron Coleraine, of Coleraine, co. Londonderry）に叙された。第2期のコルレーン男爵はガブリエルの息子3名が相次いで継承し、うち3代男爵ウィリアム・ハンガー(1744–1814)はグレートブリテン庶民院議員で、4代男爵ジョージ・ハンガー(1751–1824)はアメリカ独立戦争に参戦した陸軍軍人だったが、3人ともに息子をもうけず、1824年に4代男爵が死去すると爵位は廃絶した。
イギリス首相アンドルー・ボナー・ロー(1858–1923)の末男で保守党の政治家であるリチャード・キッズトン・ロー(1901–1980)は1954年2月16日に連合王国貴族であるイースト・ライディング・オブ・ヨークシャーホルテンプライスにおけるコルレーン男爵（Baron Coleraine, of Haltemprice, in the East Riding of co. York）に叙された。2021年現在の当主はその孫にあたる3代男爵ジェームズ・ピーター・ボナー・ロー(1975–)である。

## 一覧

### コルレーン男爵（第1期；1625年）
- 初代コルレーン男爵ヒュー・ヘア（英語版）（1605年/1606年 – 1667年）
- 第2代コルレーン男爵ヘンリー・ヘア（英語版）（1636年 – 1708年）
  - ヒュー・ヘア閣下（英語版）（1668年 – 1707年）
- 第3代コルレーン男爵ヘンリー・ヘア（1694年 – 1749年）（1749年廃絶）

### コルレーン男爵（第2期；1762年）
- 初代コルレーン男爵ガブリエル・ハンガー（英語版）（1697年 – 1773年）
- 第2代コルレーン男爵ジョン・ハンガー（1743年 – 1794年）
- 第3代コルレーン男爵ウィリアム・ハンガー（英語版）（1744年 – 1814年）
- 第4代コルレーン男爵ジョージ・ハンガー（英語版）（1751年 – 1824年）（1824年廃絶）

### コルレーン男爵（第3期;1954年）
- 初代コルレーン男爵リチャード・キッズトン・ロー（英語版）（1901年 – 1980年）
- 第2代コルレーン男爵ジェームズ・マーティン・ボナー・ロー（1931年 – 2020年）
- 第3代コルレーン男爵ジェームズ・ピーター・ボナー・ロー（1975年 – ）

爵位の推定相続人は現当主の叔父（2代男爵の弟）アンドルー・ボナー・ロー閣下（1933年 – ）であり、その法定推定相続人は息子にあたるリチャード・ピトケアン・ボナー・ロー（1963年 – ）である。2人以外に爵位の継承権を有する人物はいない。